# Pandisus indicus
Pandisus indicus är en spindelart som beskrevs av Prószynski 1992. Pandisus indicus ingår i släktet Pandisus och familjen hoppspindlar. Inga underarter finns listade i Catalogue of Life.